# Cani sciolti (album)
Cani sciolti è il quinto album in studio della cantante italiana Francesca Michielin, pubblicato il 24 febbraio 2023 dalla RCA Records.

| Recensione       | Giudizio |
| ---------------- | -------- |
| All Music Italia | 8/10     |
| Rockol           | 7/10     |

## Antefatti
Successivamente alla partecipazione al 71º Festival di Sanremo con il duetto Chiamami per nome con Fedez e alla riedizione dell'album Feat (stato di natura), tra il 2021 e il 2022 Michielin ha collaborato sia vocalmente che come autrice e produttrice in differenti progetti discografici, tra cui in Mentre nessuno guarda di Mecna, Alma di Gaia, Oro blu di Bresh e in Caos di Fabri Fibra. In un'intervista concessa al quotidiano Il Messaggero, Michielin ha raccontato di essersi rivolta ad uno psicologo nel momento precedente e successivo alla partecipazione del festival:

## Descrizione
Il disco si compone di tredici brani, scritti e composti dalla stessa cantante a partire dal 2016. Per la produzione e la scrittura Michielin è stata affiancata da differenti autori e produttori, tra cui Federica Abbate, Dardust, Tropico, Fulminacci, Vasco Brondi, Enrico Brun, Colapesce, Zeff e E.D.D.; i brani affrontano differenti tematiche, sia di carattere biografico, come la differenza tra il vissuto in provincia a Bassano del Grappa e l'esperienza di vita tra Padova e Milano, sia più generali, come l'amore, l'omosessualità, la religione, il razzismo e il femminismo. La cantante ha raccontato il processo creativo dell'album, la scelta di produrlo interamente e le tematiche affrontate:
 In un'intervista rilasciata a Billboard Italia, Michielin ha raccontato l'incontro con Carmen Consoli, ispirazione dell'intero album e del brano Carmen:

## Copertina
La copertina dell'album vede la cantante ritratta con una lacrima di fuoco che le scorre lungo il viso. La scelta è stata descritta come una connessione con il terzo album in studio della cantante 2640 (2018) e, in particolare, con il brano Vulcano, contenuto nello stesso disco:

## Promozione
Nel 2022 ha rivelato i dettagli inerenti a un tour promozionale, denominato Bonsoir! - Michielin10 a teatro.

## Accoglienza
| Recensione       | Giudizio |
| ---------------- | -------- |
| All Music Italia | 8/10     |
| Newsic           | 6,90/10  |
| Rockol           | 7/10     |

Mattia Marzi di Rockol riscontra che attraverso l'album la cantante «si riappropria di una dimensione più cantautorale, intimista e riflessiva» portando in evidenza «la sua attitudine riot; [...] perché non si può mica compiacere sempre». Marzi sottolinea che «così a fuoco,non lo era mai stata» raccontando «in parole e musica la sua maturità personale e artistica». Giada Borioli di Grazia descrive l'album «dal carattere intimo e personale, sincero e spudorato», divenendo «la metafora del lavoro alla base di questo grande progetto maturato nel tempo». La giornalista definisce le canzoni «nude e crude» e «prive di sovrastrutture» costituite da «frasi che, estrapolate, si prestano per bastare a se stesse».
Alberto Muraro di All Music Italia afferma che Cani sciolti è la trasposizione di «personalità controcorrente, che non si vogliono per forza di cose adattare al mainstream». Sebbene alcuni brani presentino un tono «aggressivo», con «sonorità dal sapore grunk e rock», Muraro ritiene che la maggior parte dell'album si focalizzi sia su «sonorità più dolci e romantiche» sia «sul rapporto fra città e provincia». Per il medesimo sito, Simone Caprioli assegna un punteggio di 8/10, definendolo il disco «più autentico ed interessante» della cantante e «splendida realtà di un cantautorato sempre più scarno». Il progetto risulta «potente per il coraggio di raccontare qualcosa di diverso e singolare in un tempo di assuefazione e ridondanza» e «pieno di immagini che rimandano alla natura in ogni sua forma e ad una dimensione umana più sostenibile».

## Tracce
Testi e musiche di Francesca Michielin, eccetto dove indicato.
1. Occhi grandi grandi – 3:07 (Francesca Michielin, Stefano Tognini, Davide Petrella)
2. Un bosco – 3:17
3. Padova può ucciderti più di Milano – 3:59
4. Ghetto perfetto – 2:32 (Francesca Michielin, Filippo Uttinacci)
5. Quello che ancora non c'è – 3:12
6. Piccola città – 4:07 (testo: Vasco Brondi, Francesca Michielin)
7. Bonsoir – 3:21 (Francesca Michielin, Lorenzo Urciullo, Dario Faini)
8. Verbena – 4:02
9. Carmen – 3:39
10. Non sono io la tua solitudine – 3:14
11. Claudia – 3:56 (Francesca Michielin, Federica Abbate, Jacopo Èttorre)
12. d.punto – 3:03

Riedizione streaming
1. Fulmini addosso (from the Prime Video Original Movie L'estate più calda) – 3:41 (Francesca Michielin, Merk & Kremont, Eugenio Maimone, Leonardo Grillotti, Alessandro La Cava)
2. Quello che ancora non c'è (Radio Version) – 3:08

1. Disco dance (con Gianmaria) – 3:02 (testo: Francesca Michielin, Antonio Filippelli, Gianmarco Manilardi, Gianmaria, Nicolas Biasin)

## Formazione
Musicisti
- Francesca Michielin – voce
- Eugenio Cattini – chitarra
- Luca Marchi – basso
- Giorgia Canton – tastiera
- Evita Polidoro – batteria

Produzione
- Francesca Michielin – produzione, direzione artistica, pre-produzione
- Giovanni Pallotti – direzione artistica
- Giovanni Versari – mastering
- E.D.D. – produzione (eccetto tracce 7 e 12)
- Zef – produzione (tracce 1 e 2)
- Gigi Barocco – missaggio (tracce 1, 4 e 9)
- Enrico Brun – pre-produzione, registrazione (RCA Recording Studio)
- Massimo Colagiovanni – pre-produzione
- Filippo Slaviero – registrazione (Opificio Musicale)
- Jesse Germanò – registrazione (La Distilleria e Jedi Sound Studio)
- Alessandro Treves – fotografia
- Shipmate – direzione artistica, graphic design
- B-Croma – produzione (tracce 2 e 6)
- Ricky Damian – missaggio (tracce 2, 3, 8 e 10)
- Massimo Colagiovanni – produzione (traccia 5)
- Filippo Slaviero – missaggio (tracce 5 e 12)
- Dardust – produzione (traccia 7)
- Pino Pischetola – missaggio (tracce 7, 6 e 11)
- Francesco Fugazza – produzione (tracce 8, 9 e 12)

## Classifiche
| Classifica (2023) | Posizione massima |
| ----------------- | ----------------- |
| Italia            | 14                |